# Rifugio De Alexandris-Foches
Il rifugio De Alexandris-Foches al Laus è un rifugio alpino situato nel vallone di San Bernolfo, nell'alta valle Stura di Demonte, in comune di Vinadio, nelle Alpi Marittime. Sorge ad una quota di 1910 m s.l.m., quasi sulla sponda del lago di San Bernolfo.

## Caratteristiche e informazioni
È una costruzione in muratura a due piani, con copertura in lamiera metallica, completamente restaurata e rinnovata nel 1999.
Dispone di 20 posti letto, in camere da 4 e 6 posti. acqua calda e servizi igienici interni, e telefono di emergenza. Offre servizio bar ed alberghetto.
Il rifugio è aperto e gestito tutti i giorni nei mesi di luglio ed agosto, mentre negli altri periodi tra maggio ed ottobre è aperto solo nei fine settimana. Nel periodo invernale il rifugio è utilizzabile previo accordo e ritiro delle chiavi, depositate a Bagni di Vinadio. Di conseguenza, il rifugio non ha un locale invernale dedicato.

## Accessi
Il rifugio si trova al termine della strada carrozzabile che, dalla località di San Bernolfo, risale in destra orografica verso il lago di San Bernolfo.

## Ascensioni
- Rocca di San Bernolfo
- Testa dell'Autaret
- Cima di Collalunga

Possibili inoltre interessanti escursioni nel Vallone di Collalunga.

## Traversate
- al rifugio Migliorero raggiungendo San Bernolfo e proseguendo sul tracciato della Grande Traversata delle Alpi

## Altre attività
Nei pressi del rifugio è presente un sito d'arrampicata.